# Chocótoekan
De Chocótoekan (Ramphastos brevis) is een vogel uit de familie Ramphastidae (toekans).

## Verspreiding en leefgebied
Deze soort komt voor van noordwestelijk Colombia tot zuidwestelijk Ecuador.